# René I av Neapel
René I av Neapel, född 16 januari 1409 på slottet i Angers, död 10 juli 1480) i Aix-en-Provence, också känd som René av Anjou och den gode kung René (franska: Le bon roi René), var hertig av Anjou, greve av Provence (1434–1480), greve av Piemonte, hertig av Bar (1430–1480), hertig av Lothringen (1431–1453), kung av Neapel (1438–1442; titulär 1442–1480), titulär kung av Jerusalem (1438–1480) och av Aragonien (1466–1480) (inklusive Sicilien, Mallorca, Korsika).
Han var far till Margareta av Anjou, gift med kung Henrik VI av England och en nyckelfigur i Rosornas krig.

## Biografi
Genom sitt gifte med Isabella I av Lothringen fick han vid hertig Karl II:s död 1431 rättsliga anspråk på detta hertigdöme. Men hertigen av Burgund tog parti för Renés rival, greven av Vaudemont. Det blev krig och René blev tillfångatagen av sina fiender. Vid konsiliet i Basel 1434 förklarade emellertid kejsaren honom för rättmätig arvtagare till Lothringen. I fängelset mottog han 1434 budet om sin äldre brors, Ludvig III:s död. Därför tillföll broderns land, Anjou och Provence, samt anspråk på Jerusalem, Neapel och Sicilien honom. 
Efter drottning Johanna II av Neapels död 1435 erbjöds han Neapels krona. Hans hustru Isabella övertog tills vidare landets styrelse. Först 1438 anlände René själv, som frigivits 1437, till Neapel, men måste 1442 efter flera strider lämna det åt konung Alfons av Aragonien. Han slog sig då ned i Lothringen, men lämnade det snart åt sin äldste son, titulärhertigen Johan av Kalabrien, och flyttade till sitt land Anjou. 1467 kallades René till Aragoniens tron, ett slags arv från modern, Jolanda av Aragonien, men hans ovannämnde son kämpade förgäves om densamma med konung Johan II av Aragonien. Kung Ludvig XI berövade René 1473 Anjou, då han en gång för alla förlade sitt residens till Provence.